# Sergej Soerovikin
Sergej Vladimirovitsj Soerovikin (Russisch: Сергей Владимирович Суровикин) (Novosibirsk, 11 oktober 1966) is een voormalig opperbevelhebber van de lucht- en ruimtevaarttroepen van Rusland.

## Biografie

#### Augustusstaatsgreep
In 1987, na zijn afstuderen aan de middelbare school, studeerde Soerovikin af aan de Froenzeacademie in Moskou. Daarna was hij achtereenvolgens pelotonscommandant, compagniescommandant en in 1991 als kapitein commandant van een gemotoriseerde gevechtseenheid. In augustus 1991 werd Soerovikin ingezet bij de kortstondige, mislukte Augustusstaatsgreep  tegen de hervormingsgezinde president Michail Gorbatsjov. Soldaten onder Soerovikin's  bevel overreden drie demonstranten bij een straatbarricade met pantservoertuigen. Hiervoor kreeg hij een gevangenisstraf van zes maanden. Nadat Gorbatsjov aftrad, werd in december 1991 de aanklacht ingetrokken omdat Boris Jeltsin concludeerde dat Soerovikin alleen bevelen opvolgde. In 1992 werd Soerovikin gepromoveerd tot majoor.

#### Wapenhandel
In 1995 kreeg hij een voorwaardelijke straf wegens illegale wapenhandel. In hetzelfde jaar diende hij in Tadzjikistan als commandant van een gemotoriseerde gevechtseenheid en vervolgens als stafchef van een gemotoriseerde gevechtsdivisie. In 2002 studeerde hij aan de militaire academie van de generale staf van het Russische leger.
Van 2002 tot 2004 was Soerovikin kolonel en generaal-majoor met het bevel over een gemotoriseerde gevechtsdivisie in Sverdlovsk en vervolgens in Tsjetsjenië tot 2005 tijdens de Tweede Tsjetsjeense Oorlog. Van 2008 tot januari 2010 leidde hij de operaties van het hoofdkwartier van de Generale Staf. Hij werd gepromoveerd tot luitenant-generaal in 2010.

#### Syrische Burgeroorlog
In 2012 leidde hij een werkgroep van het Ministerie van Defensie van de Russische Fereratie. In 2013 werd hij commandant van het Oostelijk Militair District en kolonel-generaal. Van maart tot december 2017 was hij commandant van de Russische strijdkrachten in de Syrische Burgeroorlog. In 2017 werd Soerovikin benoemd tot opperbevelhebber van de lucht- en ruimtestrijdkrachten van de Russische Federatie. Van januari tot april 2019 was hij opnieuw de commandant van de Russische militaire operatie in Syrië.  Daar was hij verantwoordelijk voor luchtaanvallen op de burgerbevolking en voor het bombarderen van steden in rebellengebieden in Syrië, zoals Aleppo.
In 2021 werd hij gepromoveerd tot generaal. Tijdens de Russische invasie van Oekraïne sinds 2022 voerde hij het bevel over legergroep Zuid.

#### Opperbevelhebber Russische invasie van Oekraïne
Op 8 oktober 2022 werd hij benoemd tot commandant van de gehele invasiemacht, als opvolger van kolonel-generaal Gennadi Zjidko. Er was in de aanloop van de benoeming van Soerovikin forse kritiek op de Russische legertop vanwege militaire verliezen in Oekraïne.

#### Terugtreden als opperbevelhebber
In november 2022 groeide de druk op Soerovikin omdat militaire successen uitbleven na de eerdere terreinwinst van Oekraïne op Rusland. Soerovikin werd verantwoordelijk gehouden voor de meedogenloze bombardementen op geheel Oekraïne met grootschalige stroomuitval en schade aan burgerdoelen als gevolg. Op 11 januari 2023, drie maanden na zijn aanstelling, werd hij vervangen door Valeri Gerasimov, welke als opperbevelhebber van de Russische strijdkrachten werd aangewezen. Soerovikin diende vanaf dat moment als rechterhand van Gerasimov. De kritiek op de Russische legerleiding bleef aanhouden na grote verliezen bij een Oekraïens bombardement in Makijivka en hevige gevechten in Soledar.

#### Opstand Wagnergroep
Op 24 juni 2023, tijdens de opstand van de Wagnergroep tegen Moskou, riep generaal Soerovikin in een videoboodschap aan de Wagnergroep op om "de wil en het bevel" van president Poetin op te volgen. Hij drong er bij de huurlingen op aan om hun verzet tegen de Russische militaire leiding op te geven en terug te keren naar hun bases. Volgens de generaal kon Oekraïne garen spinnen bij de onrust. Sinds de videoboodschap van Soerovikin op de dag van de opstand was hij niet meer in de openbaarheid verschenen.

#### Huisarrest en vrijlating
Op 15 augustus 2023 maakte Politico bekend dat generaal Soerovikin is ontheven van zijn leidersrol in de Russische invasie van Oekraïne. Soerovikin werd als vermoedelijke bondgenoot gezien van Jevgeni Prigozjin die op 26 juli 2023 muiterij pleegde met zijn Wagnergroep. Deze berichten circuleerden onder Russische militaire bloggers en media. De VchK-OGPU-blog, die normaliter nieuws vanuit de Russische veiligheidsdiensten brengt, meldde op 13 augustus 2023 dat Soerovikin onder een 'soort huisarrest' stond, waarbij hijzelf zijn huis niet kon verlaten maar wel bezoek kon ontvangen. Lokale media zeiden dat Soerovikin te horen had gekregen dat hij moest zwijgen totdat hij was vergeten. Op 4 september 2023 verscheen er een foto op sociale media waarop Soerovikin in burgerkleding te zien was met zijn vrouw. Er was niet met zekerheid te zeggen waar en wanneer de foto gemaakt was. Het was het eerste beeld van Soerovikin sinds de opstand van de Wagnergroep. Volgens bronnen bij de Amerikaanse overheid en het Russische ministerie van Defensie is Soerovikin enkele dagen na het overlijden van Prigozjin, vrijgelaten.

#### Ontslag uit functie
Op 23 augustus 2023 meldden verschillende Russische media dat President Poetin Soerovikin uit zijn functie zou hebben gezet, maar niet uit het leger zou hebben ontslagen. Het nieuws werd niet officieel bevestigd. 

## Oorlogsmisdaden

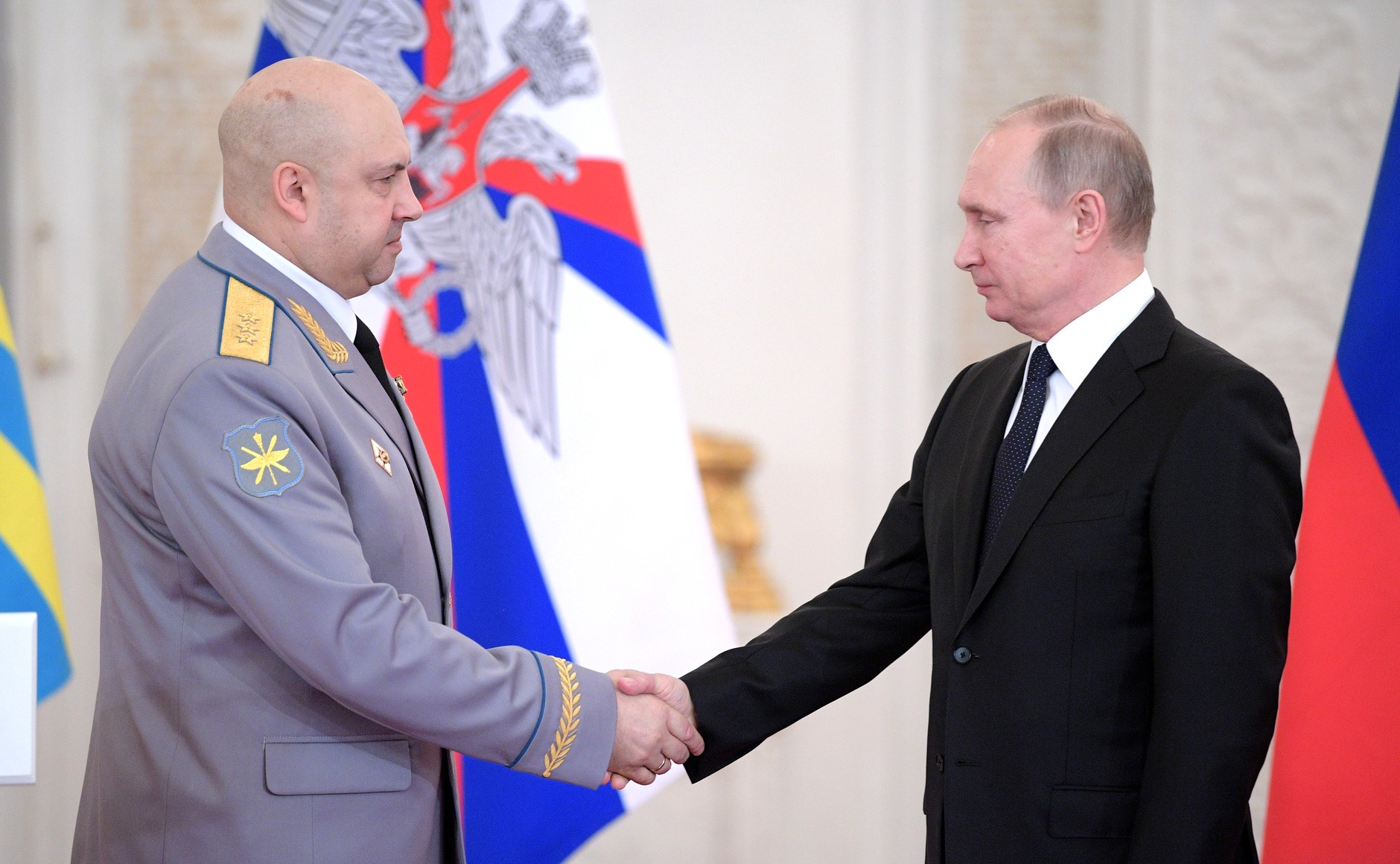
Sergej Soerovikin schudt de hand van president Poetin, 28 December 2017

Soerovikin wordt beschuldigd van talrijke oorlogsmisdaden. Naast het doden van demonstranten in Moskou in 1991, voerde Soerovikin volgens mensenrechtenorganisaties het bevel over Russische eenheden die verantwoordelijk waren voor misdaden tijdens de Tweede Tsjetsjeense Oorlog. Soerovikin's ondergeschikten werden herhaaldelijk beschuldigd van wangedrag in de Tsjetsjeense oorlog. Volgens getuigen hebben zijn soldaten ingebroken in huizen, geplunderd en mensen mishandeld.
In april 2004 schoot kolonel Andrej Sjtakal, plaatsvervangend commandant voor bewapening van de divisie, zichzelf neer in aanwezigheid van Soerovikin en een plaatsvervangend districtscommandant nadat hij door Soerovikin was bekritiseerd. Een militaire aanklager vond geen bewijs van schuld door Soerovikin.

## Generaal Armageddon
Human Rights Watch zei in 2020 dat Soerovikin een van de militaire leiders was die mogelijk verantwoordelijk is voor mensenrechtenschendingen in Syrië.
Volgens de directeur van het Center for Naval Analyses (een onderzoekscentrum van de Amerikaanse marine) is Soerovikin  berucht om zijn temperament en 'als een nogal meedogenloze commandant'.
Volgens de Rossiejskaja Gazeta wordt "Soerovikin beschouwd als een harde militaire leider die zelfs in de moeilijkste situaties met succes troepen kan leiden. Dit is een generaal van het slagveld, niet van het kantoor.”
Volgens het Russischtalige internetportaal Meduza, dat kritisch staat tegenover de regering, is Soerovikin een voorstander van massale raketaanvallen, ook op civiele infrastructuur. Der Spiegel schrijft over Soerovikin dat hij al tientallen jaren als "meedogenloos" wordt beschouwd en dat hij "berucht is om zijn brutaliteit en corruptie. Vanwege zijn ongevoelige benadering van de oorlogen hebben collega’s hem de bijnaam 'Generaal Armageddon' gegeven"

## Sancties
In februari 2022 werd Soerovikin toegevoegd aan de sanctielijst van de Europese Unie omdat hij "verantwoordelijk is voor het actief ondersteunen en uitvoeren van acties en beleid die de territoriale integriteit, soevereiniteit en onafhankelijkheid van Oekraïne ondermijnen en bedreigen, evenals de stabiliteit en veiligheid in Oekraïne".

## Privé
Soerovikin is getrouwd en heeft twee dochters.